# Piaggio Xevo
Il Piaggio Xevo (scritto anche XEvo) è uno scooter prodotto dalla casa motociclistica italiana Piaggio dal 2007 al 2013 nello stabilimento di Pontedera.

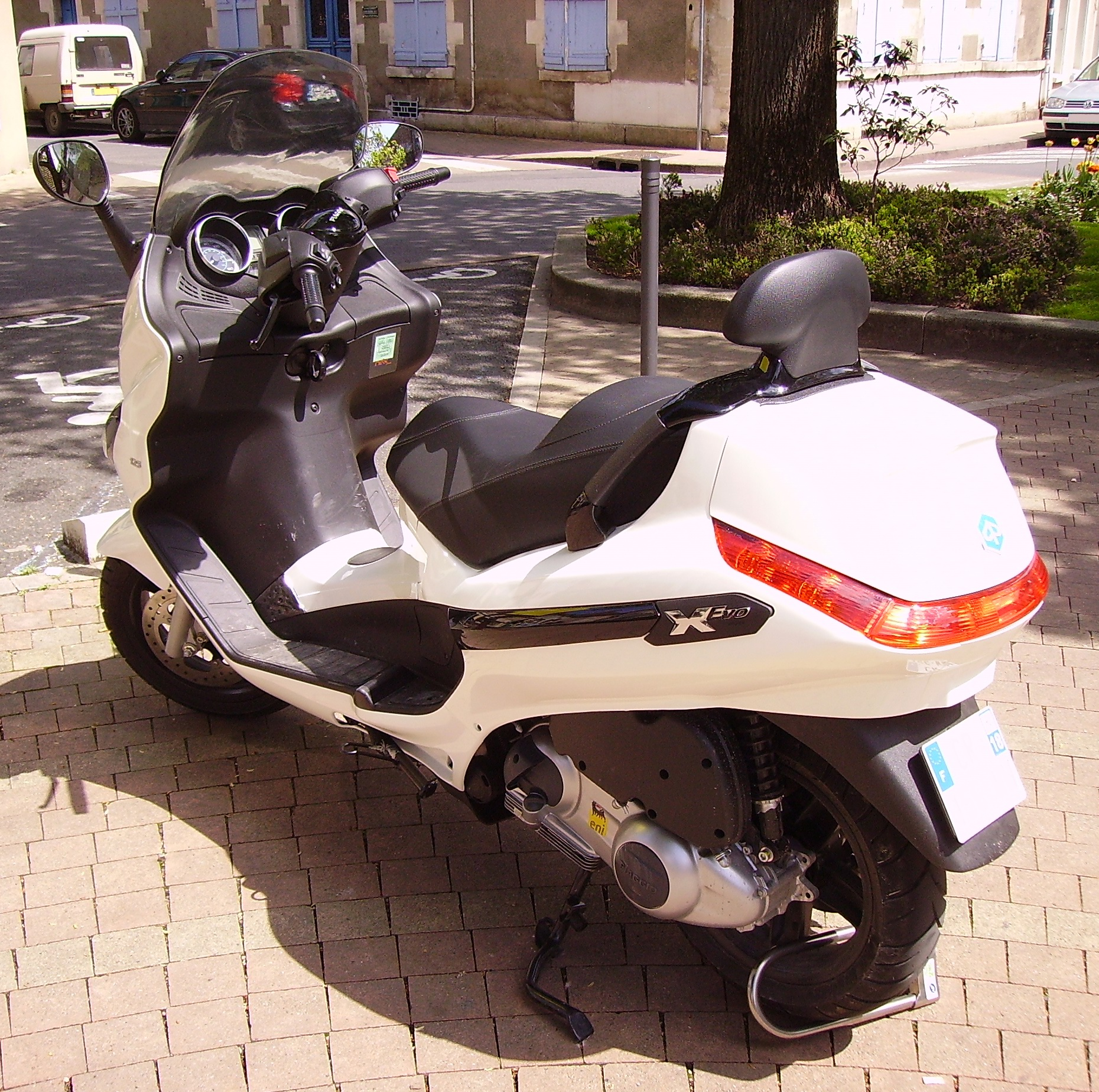
Xevo 125

## Descrizione
Presentato a fine maggio 2007 XEvo è uno scooter di medie dimensioni, che era disponibile in tre diverse cilindrate da 125, 250 e 400 cm³, ed era stato sviluppo come erede del Piaggio X8.
Tutte le versioni montano un motore monocilindrico a quattro tempi multivalvole che soddisfa gli standard europei sulle emissioni Euro 3 ed è abbinato ad una trasmissione automatica a variazione continua (CVT).
Il modello da 125 cc è alimentato attraverso un carburatore ed eroga 11 kW (15 CV); il modello 250 monta un propulsore da 244 cm³ della famiglia Quasar che eroga 16,5 kW (22,1 CV), con raffreddamento a liquido e iniezione elettronica; il modello 400 ha un motore da 399 cm³ che eroga 24 kW (32 CV).
Lo Xevo è realizzato su di un telaio tubolare in acciaio. La sospensione anteriore è costituita da una forcella da 35 mm, mentre la sospensione posteriore da due ammortizzatori idraulici a doppio effetto, con regolazione del precarico della molla su quattro posizioni.
Il sistema frenante su tutti i modelli è affidata ad un freno a disco posteriore da 240 mm. All'anteriore invece, i modelli 125 e 250 montano un unico disco da 260 mm, mentre la versione 400 ha due dischi da 240 mm. Tutti i modelli hanno la ruota anteriore da 14 pollici, mentre la ruota posteriore sulle 125 e 250 è da 12 pollici e da 14 pollici sulla versione 400.
Il vano sottostella ha una capacità di 56 litri sufficienti per alloggiarvi due caschi integrali o oggetti lunghi fino a 80 cm. Il vano portaoggetti ha anche un coprisedile a scomparsa e una luce di cortesia. L'area dello scudo anteriore, oltre ai classici strumenti sotto il cupolino come contachilometri, computer di bordo e contagiri, offre un ulteriore spazio per riporre piccoli oggetti ed è inoltre dotata di una presa da 12 volt per utilizzare un navigatore satellitare GPS o per ricaricare un telefono cellulare.